# Oryzomys
Oryzomys (Baird, 1857) è un genere di roditori della famiglia dei Cricetidi comunemente noti come topi delle risaie.

## Descrizione

### Dimensioni
Al genere Oryzomys appartengono roditori di piccole dimensioni, con lunghezza della testa e del corpo tra 93 e 203 mm, la lunghezza della coda tra 75 e 251 mm e un peso fino a 80 g.

### Caratteristiche craniche e dentarie
Il cranio è robusto e provvisto di un rostro corto e compatto, le arcate zigomatiche sono relativamente basse, il palato si estende posteriormente oltre le radici dentarie ed è provvisto di fori palatali. La bolla timpanica relativamente piccola e rigonfia. La mandibola è ben sviluppata. Gli incisivi superiori sono notevolmente opistodonti, ovvero con le punte rivolte verso l'interno della bocca, i molari hanno la corona bassa.
Sono caratterizzati dalla seguente formula dentaria:

### Aspetto
La pelliccia è corta, densa e leggermente ruvida, le parti dorsali variano dal bruno-grigiastro brizzolato al fulvo giallastro, i fianchi sono più chiari mentre le parti ventrali sono biancastre o grigie. Il muso è lungo ed appuntito. Le orecchie sono piccole ed arrotondate. I piedi sono lunghi e stretti, con le piante ricoperte di scaglie e munite di sei cuscinetti carnosi nerastri, le tre dita centrali del piede sono molto più lunghe di quelle esterne, sono leggermente palmate e fornite di una frangia di peli sul margine esterno. Alla base di ogni artiglio è presente un ciuffo di peli. La coda è più lunga della testa e del corpo, sottile, più scura sopra e cosparsa di peli che talvolta formano un piccolo ciuffo all'estremità. Le femmine hanno 4 paia di mammelle.

## Distribuzione
Il genere è diffuso nel continente americano, dagli Stati Uniti d'America, attraverso tutta l'America centrale fino alla Colombia e al Venezuela settentrionali.

## Tassonomia
Il genere comprende 6 specie viventi ed almeno 2 estinte in epoca storica:
- Oryzomys albiventer
- Oryzomys couesi
- Oryzomys curasoae †
- Oryzomys dimidiatus
- Oryzomys gorgasi
- Oryzomys nelsoni †
- Oryzomys palustris
- Oryzomys texensis